# Xavier Nieves
Nieves  Crucez est un nom espagnol. Le premier nom de famille, en général paternel, est Nieves ; le second, en général maternel, souvent omis, est Crucez.
Xavier Alexander Nieves Crucez, né le 19 avril 1993, est un coureur cycliste vénézuélien. Bon sprinteur, il a notamment remporté deux étapes du Tour du Venezuela. 

## Palmarès et résultats

### Palmarès par année
- 2012
  - 1re et 2e étapes du Tour de l'État de Portuguesa
  - 2e du championnat du Venezuela de l'américaine
- 2014
  - 3e du Tour du Zulia
- 2015
  - 2e étape du Tour de Margarita
- 2020
  - 4e étape du Tour du Venezuela
  - 2e du championnat du Venezuela sur route
- 2021
  - 8e étape du Tour du Venezuela

### Classements mondiaux
| Année                                 | 2014 | 2015 |
| ------------------------------------- | ---- | ---- |
| UCI America Tour                      | 181e | 377e |
|                                       |      |      |
| Légende : nc = non classéSource : UCI |      |      |